# كمال بلعربي
كمال بلعربي (11 أبريل 1997 بالجزائر في الجزائر - ) هو لاعب كرة قدم جزائري في مركز الوسط. وهو يلعب حاليا لنادي اتحاد الجزائر

## روابط خارجية
- كمال بلعربي على موقع قاعدة بيانات كرة القدم.إي يو (الإنجليزية)
- كمال بلعربي على موقع Soccerway.com (الإنجليزية)